# Banksula
Banksula là một chi con chôm chôm trong họ Phalangodidae. Hiện tại, có 10 loài được mô tả, tất cả đều là loài đặc hữu California, Hoa Kỳ.
Chi này được đặt tên theo Nathan Banks, người đã mô tả loài điển hình.

## Các loài
- Banksula californica (Banks, 1900)
- Banksula galilei Briggs, 1974
- Banksula grahami Briggs, 1974
- Banksula grubbsi Briggs & Ubick, 1981
- Banksula incredula Ubick & Briggs, 2002
- Banksula martinorum Briggs & Ubick, 1981
- Banksula melones Briggs, 1974
- Banksula rudolphi Briggs & Ubick, 1981
- Banksula tuolumne Briggs, 1974
- Banksula tutankhamen Ubick & Briggs, 2002